# Ctenodactylidae
Ctenodactylidae é uma família de pequenos roedores encontrados na África.

## Classificação
- Família Ctenodactylidae Gervais, 1853
  - Gênero Ctenodactylus Gray, 1830
    - Ctenodactylus gundi (Rothmann, 1776)
    - Ctenodactylus vali Thomas, 1902

  - Gênero Felovia Lataste, 1886
    - Felovia vae Lataste, 1886

  - Gênero Massoutiera Lataste, 1885
    - Massoutiera mzabi (Lataste, 1881)

  - Gênero Pectinator Blyth, 1856
    - Pectinator spekei Blyth, 1856

### Gêneros extintos
- †Advenimus Dawson, 1964
- †Africanomys  Lavocat, 1961
- †Akzharomys Shevyreva, 1994
- †Anadianomys Tong, 1997
- †Birbalomys Sahni & Khare, 1973
- †Chapattimys Hussein et al., 1978
- †Confiniummys de Bruijn et al., 2003
- †Distylomys Wang, 1988
- †Dubiomys Lavocat, 1961
- †Gumbatomys Hartenberger, 1982
- †Irhoudia Jaeger, 1971
- †Karakoromys Matthew & Granger, 1923
- †Leptotataromys Bohlin, 1946
- †Metasayimys Lavocat, 1961
- †Muratkhanomys Shevyreva, 1994
- †Ottomania de Bruijn et al., 2003
- †Pellegrinia de Gregorio, 1886
- †Petrokoslovia Shevyreva, 1972
- †Pireddamys de Bruijn & Rümke, 1974
- †Prodistylomys Wang & Qi, 1989
- †Protataromys Tong, 1997
- †Roborovskia Shevyreva, 1994
- †Sardomys de Bruijn & Rümke, 1974
- †Sayimys Wood, 1937
- †Saykanomys Shevyreva, 1972
- †Tamquamys Shevyreva, 1971
- †Tataromys Matthew & Granger, 1923
- †Terrarboreus Shevyreva, 1971
- †Testouromys Robinson & Black, 1973
- †Tsinlingomys Li, 1963
- †Woodomys Shevyreva, 1971
- †Yindirtemys Bohlin, 1946
- †Yuomys Li, 1975